# Maxcanú (kommun)
Maxcanú är en kommun i Mexiko.   Den ligger i delstaten Yucatán, i den östra delen av landet, 1 000 km öster om huvudstaden Mexico City. Antalet invånare är 21 706. Arean är 1 321 kvadratkilometer.
Terrängen i Maxcanú är platt.
Följande samhällen finns i Maxcanú:
- Maxcanú
- Chactún